# Forschungsinstitut Brenner-Archiv

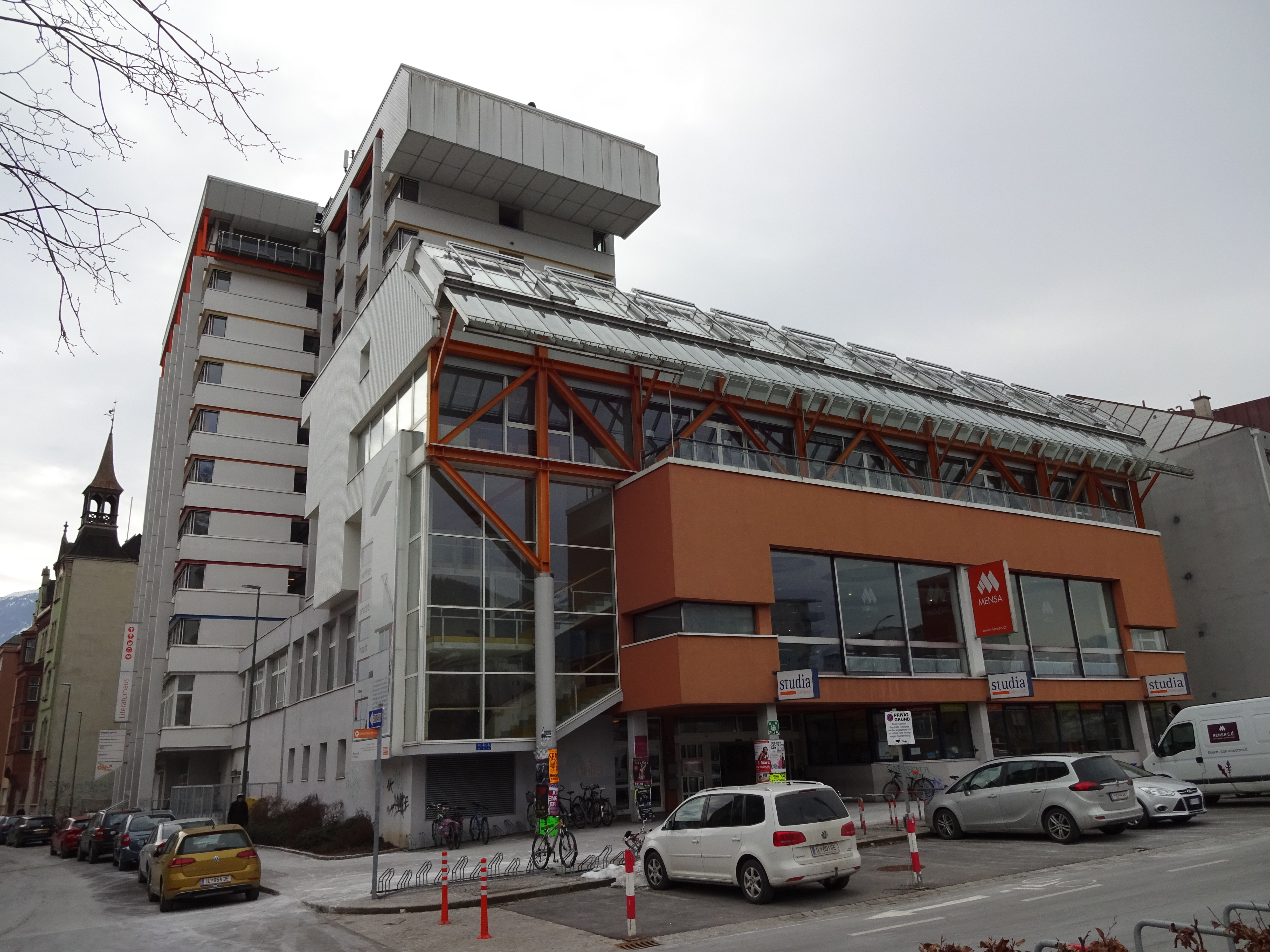
Das Brenner-Archiv im 10. Stock des Georg-Trakl-Turms

Das Forschungsinstitut Brenner-Archiv ist eine Dokumentations- und Forschungsstelle für Literatur an der Universität Innsbruck, die 1964 aus dem Archiv der Kulturzeitschrift Der Brenner (1910–1954) hervorgegangen ist.

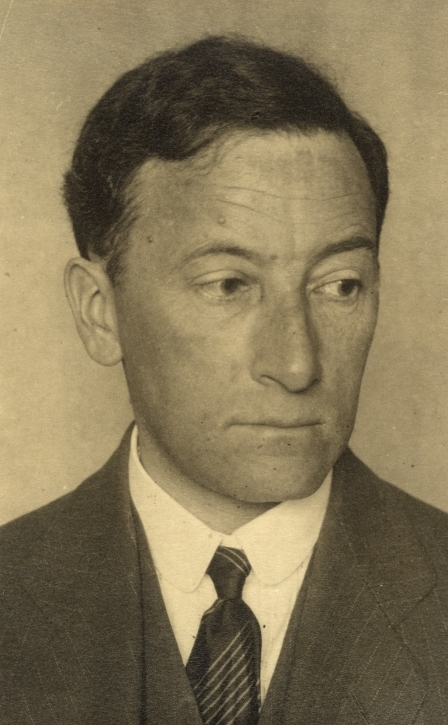
Ludwig von Ficker, Herausgeber der Kulturzeitschrift Der Brenner, gründete zusammen mit der Republik Österreich 1964 das Brenner-Archiv.

## Geschichte
Ein Vertrag zwischen der Republik Österreich und dem Brenner-Herausgeber Ludwig von Ficker ermöglichte 1964 die Gründung. 1979 wurde es durch einen Vertrag zwischen Österreich, dem Land Tirol und der Universität etabliert. Seit 1997 befindet sich das Archiv in der Josef-Hirn-Straße in Innsbruck.

## Bestand
Den Grundbestand umfasste das Redaktionsarchiv der Kulturzeitschrift Der Brenner und den Teilnachlass bzw. Kryptonachlass Georg Trakls aus dem Nachlass vom Brenner-Herausgeber Ludwig von Ficker. Ein Hauptbestandteil des Redaktionsarchivs sind die Briefwechsel Ludwig von Fickers mit bedeutenden Persönlichkeiten aus Literatur, Philosophie und Kunst (u. a. Paul Celan, Martin Heidegger, Karl Kraus, Else Laske-Schüler, Christine Lavant, Rainer Maria Rilke).
Das Brenner-Archiv umfasst 2024 etwa 30.000 Bände, historische Zeitschriften und rund 285 Nachlässe, Teilnachlässe und Sammlungen von kulturell tätigen Personen und kulturellen Organisationen (Verlage, Literaturpreise etc.). In den Sammlungen enthalten sind mehrere tausend Fotos.
Das Archiv verwahrt zahlreiche Bestände aus Literatur und verschiedenen wissenschaftlichen Disziplinen. Auch von lebenden Autorinnen und Autoren werden so genannte „Vorlässe“ betreut. 2025 schenkte das Europäische Forum Alpbach sein Archiv seit der Gründung 1945 dem Brenner-Archiv.

## Publikationen
Seit 1982 gibt das Brenner-Archiv die Mitteilungen aus dem Brenner-Archiv heraus.

## Leitung
- 1964 bzw. 1979–2001 Walter Methlagl
- 2001–2013 Johann Holzner
- seit 2014 Ulrike Tanzer